# 西荻南
西荻南（日语：／ Nishi-ogiminami */?）是東京都杉並區的町名。現行行政地名為西荻南一丁目至四丁目。郵遞區號為167-0053
。2013年10月1日為止的人口有11,127人。

## 地理
位於杉並區西部。北有JR東日本中央線西荻窪站南口，南有五日市街道（東京都道7號杉並秋留野線）。車站南口附近為商店街，其他區域為住宅區。町域北鄰西荻北，東鄰南荻窪，東南與南鄰宮前，西鄰松庵。

## 歷史
- 1969年（昭和44年）11月1日－實施住居表示[3]。

### 地名由來
意為西部上荻窪的南半部。

### 町名變遷
| 實施後       | 實施年月日    | 實施前（各町名一部分） |
| ------------ | ------------- | ---------------------- |
| 西荻南一丁目 | 1969年11月1日 | 大宮前六丁目           |
| 西荻南二丁目 | 1969年11月1日 | 大宮前六丁目           |
| 西荻南三丁目 | 1969年11月1日 | 西荻窪一丁目           |
| 西荻南四丁目 | 1969年11月1日 | 西荻窪一丁目           |

## 設施
- 荻窪消防署西荻出張所
- 高井戶警察署西荻南交番
- 杉並西荻南郵便局
- 西荻南兒童館
  - 西荻南區民集會所
- 西荻南郵政宿舍

## 教育機關
- 杉並區立高井戶第四小學校
- 寶（たから）幼稚園

## 交通

### 鐵路
- JR東日本西荻窪站（南口）

### 道路
- 東京都道7號杉並秋留野線（五日市街道）

## 備註
1. 1 2 3 4  『角川日本地名大辞典 13 東京都』角川書店，1991年9月再版。P867。
2. ↑  .   [2013-10-23]. （原始内容存档于2013-10-22）.
3. ↑  同年12月16日，自治省告示第197号「住居表示が実施された件」